# Kautzky Armand
Kautzky Armand (Eger, 1964. november 12. –) Jászai Mari-díjas magyar színművész, szinkronszínész, érdemes művész.

## Élete
1989-ben végzett a Színház- és Filmművészeti Főiskolán, majd a Madách Színház tagja lett, ahol majdnem 20 évet töltött el. Rövid szabadúszás után 2012–2017 között az Újszínház színésze volt. 2017-től szabadúszó művész.
A Liszt Ferenc Zeneművészeti Egyetem színpadi beszéd tanára.
2016-tól a Talent Studio szinkron képzésének oktató tanára.[forrás?]

## Családja
Nagyapja (idősebb) Kautzky József labdarúgó, akitől Lantos Irénnek négy fia született: Kautzky Norbert költő, író, (idősebb) Kautzky Armand, valamint (ifjabb) Kautzky József és Kautzky Ervin színművészek. Kautzky Armand utóbbi és Kopetty Lia színésznő fiaként született.

## Fontosabb szerepei
- Noël Coward: Szénaláz – Sandy Tyler
- Szép Ernő: Vőlegény – Rudi
- Molnár Ferenc: Az üvegcipő – Császár Pál
- John Kander–Fred Ebb–Masteroff: Kabaré – Clifford Bradshaw
- William Shakespeare: Téli rege – Antigonus
- Shakespeare: Ahogy tetszik – Olivér
- Huszti Zoltán: Jónás könyve – Narrátor
- Goldman: Oroszlán télen – Gottfréd
- Popplewell–Thomas: A hölgy fecseg és nyomoz – Robert de Charance
- Weingarten: A nyár – Félcseresznye
- Coward: Magánélet – Viktor
- Andrew Lloyd Webber – Black Hart: A szerelem arcai
- Svarc: Hétköznapi csoda – Medve
- Várkonyi Zoltán – Bródy János: Will Shakespeare, vagy amit akartok – Jakab király
- Jókai Mór: A bolondok grófja: Balkon, tiszttartó
- Pozsgai Zsolt: Viaszmadár – Feri, Fekete méz – Rákóczi György, Szeretlek Faust – Jávor Pál
- Wouk: Zendülés a Caine hajón – Keefer
- Friedrich Dürrenmatt: A vak lovag
- Eugène Scribe: Egy pohár víz: Torcy, francia nagykövet
- Coward: Forgószínpad: Perry Lascoe
- Shakespeare: Hamlet, dán királyfi: Rosencrantz
- Neil Simon: Mezítláb a parkban: Paul Bratter

## Filmek és tévéfilmek
- Brigádnapló (2024)

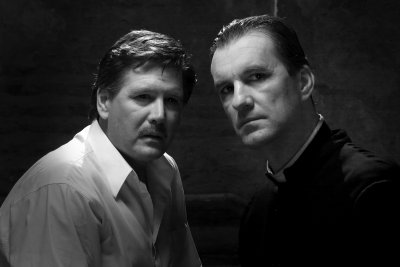
Lux Ádámmal a Mindszenty – Szeretlek, Faust! című filmben

- Marsra magyar! (2023–2024) (sorozat)
- Keresztanyu (2022) (sorozat)
- Jóban Rosszban (2021) (sorozat)
- A tanár (2019, 2021) (sorozat)
- Munkaügyek (2016) (sorozat)
- Mindszenty – Szeretlek, Faust! (2010)
- Presszó (2008) (tévéfilm)
- S.O.S. szerelem! (2007)
- Csendkút (2007)
- Rom-Mánia (2004) narrátor
- A Titkos háború (2002)
- Kisváros (1998) tévésorozat
- 40 millió (1994)
- Uborka (1992) (tévésorozat) hang
- Szomszédok (1991–1993) tévésorozat
- Eszmélet (1989) tévésorozat
- Ausztrália (tévéfilm) narrátor
- Fekete méz (tévéfilm)
- A Lánchídtól a Korinthoszi csatornáig (tévéfilm) közreműködő
- Őrzők (tévéfilm)
- Próba, szerelem (tévéfilm)
- A sas és a félhold között – Tatárok lengyel földön (tévéfilm) narrátor
- Széchenyi (tévéfilm)

## Filmes szinkronszerepek
| Év   | Cím                                              | Szerep                   | Színész               |
| ---- | ------------------------------------------------ | ------------------------ | --------------------- |
| 1984 | Rendőrakadémia                                   | Larvell Jones            | Michael Winslow       |
| 1985 | MacGyver                                         | MacGyver                 | Richard Dean Anderson |
| 1986 | Top Gun                                          | Pete 'Maverick' Mitchell | Tom Cruise            |
| 1987 | Dirty Dancing – Piszkos tánc                     | Johnny Castle            | Patrick Swayze        |
| 1987 | Tőzsdecápák                                      | Marvin                   | John C. McGinley      |
| 1987 | A szakasz                                        | Junior                   | Reggie Johnson        |
| 1987 | Hófehérke és a hét törpe                         | Herceg                   | James Ian Wright      |
| 1988 | Koktél                                           | Brian Flanagan           | Tom Cruise            |
| 1989 | Tini boszorkány                                  | Brad Powell              | Dan Gauthier          |
| 1989 | Szex, hazugság, videó                            | Graham Dalton            | James Spader          |
| 1989 | Hatalom és szenvedély                            | Ryan McAlister           | lan Rawlings          |
| 1990 | Twin Peaks                                       | John Justice Wheeler     | Billy Zane            |
| 1990 | Mint a villám                                    | Cole Trickle             | Tom Cruise            |
| 1992 | Egy becsületbeli ügy                             | Daniel Kaffee            | Tom Cruise            |
| 1992 | Tom és Jerry – A mozifilm                        | Tom                      | Richard Kind          |
| 1994 | Beverly Hills-i zsaru 3.                         | Ellis De Wald            | Timothy Carhart       |
| 1995 | Aranyszem                                        | James Bond               | Pierce Brosnan        |
| 1995 | Xena                                             | Joxer                    | Ted Raimi             |
| 1995 | A kukorica gyermekei 3. – A terjeszkedő gyökerek | William Porter           | Jim Metzler           |
| 1997 | A holnap markában                                | James Bond               | Pierce Brosnan        |
| 1997 | Team Knight Rider                                | Kyle Stewart             | Brixton Karnes        |
| 1997 | Sunset Beach                                     | Ricardo Torres           | Hank Cheyne           |
| 1997 | Lolita                                           | Humbert Humbert          | Jeremy Irons          |
| 1998 | Majd elválik!                                    | Justin Matisse           | Harry Connick, Jr.    |
| 1998 | Bűbájos boszorkák                                | Cole Turner              | Julian McMahon        |
| 1999 | A világ nem elég                                 | James Bond               | Pierce Brosnan        |
| 1999 | Szentivánéji álom                                | Demetrius                | Christian Bale        |
| 2001 | A panamai szabó                                  | Andy Osnard              | Pierce Brosnan        |
| 2001 | Egy csodálatos elme                              | Hansen                   | Josh Lucas            |
| 2002 | Halj meg máskor                                  | James Bond               | Pierce Brosnan        |
| 2002 | Austin Powers – Aranyszerszám                    | Önmaga                   | Tom Cruise            |
| 2003 | Johnny English                                   | Pascal Sauvage           | John Malkovich        |
| 2004 | Az utolsó gyémántrablás                          | Max Burdett              | Pierce Brosnan        |
| 2004 | Született feleségek                              | Mike Delfino             | James Denton          |
| 2004 | Shrek 2.                                         | Szőke Herceg             | Rupert Everett        |
| 2006 | A testőr                                         | William Montrose         | Martin Donovan        |
| 2006 | Hősök                                            | Noah Bennet              | Jack Coleman          |
| 2007 | Tudorok                                          | Morus Tamás              | Jeremy Northam        |
| 2007 | Csillagpor                                       | Secundus                 | Rupert Everett        |
| 2007 | Harmadik Shrek                                   | Szőke Herceg             | Rupert Everett        |
| 2007 | A nemzet aranya: Titkok könyve                   | Az USA elnöke            | Bruce Greenwood       |
| 2008 | Mamma Mia!                                       | Sam Carmichael           | Pierce Brosnan        |
| 2009 | Stargate Universe                                | Jack O’Neill             | Richard Dean Anderson |
| 2014 | Mr. Peabody és Sherman kalandjai                 | Mr.Peabody               | Ty Burrell            |
| 2015 | Ash vs Evil Dead                                 | Ash Williams             | Bruce Campbell        |
| 2016 | Szenilla nyomában                                | Önmaga                   | Sigourney Weaver      |
| 2018 | Mamma Mia! Sose hagyjuk abba                     | Sam Carmichael           | Pierce Brosnan        |
| 2019 | Godzilla II. – A szörnyek királya                | Dr. Mark Russell         | Kyle Chandler         |

## Díjai
- Jászai Mari-díj (2015)
- Érdemes művész (2021)
- Wacha Imre-díj (2022)[10]
- Balatongyörök díszpolgára (2025)